# Helstaten
Helstaten var en statsdannelse centreret omkring Danmark, der opstod i 1814 og varede til 1864 og som omfattede:
Kongeriget:
- Danmark, Jylland nord for kongeåen, Fyn, Sjælland og Bornholm

"Hertugdømmerne":
- Sønderjylland eller Slesvig (som dansk len),
- Holsten (medlem af det Tyske Forbund) og
- Lauenborg (medlem af det Tyske Forbund),

en række "bilande":
- Island,
- Færøerne

og kolonierne:
- Grønland,
- Guldkysten,
- Nicobarerne,
- Serampore,
- Tranquebar og
- De Dansk-Vestindiske øer.

Helstaten var reelt en personalunion (i samtiden ofte kaldet Monarchiet), hvor det alene var de enkelte landområders formelle tilknytning til den til enhver tid siddende konge, der afgjorde tilhørsforholdet. I alle andre henseender blev de enkelte rigsdele formelt forvaltet som egne stater, idet man dog i praksis samlede den overordnede centralforvaltning i den kongelige residensstad, København, og her i særdeleshed med to kancellier, et for de kongerigske dele (Danske Kancelli) og et for hertugdømmerne (Tyske Kancelli). Nogle gange inkluderer udtrykket "helstat" også Norge, især fra og med 1773. Mest bruges udtrykket dog om Danmark og Hertugdømmerne i perioden mellem krigene, altså fra 1848 til 1864.

## Oprindelse
Helstaten udvikledes under og efter Wienerkongressen 1814, der fastlagde grænserne for de europæiske stater efter Napoleonskrigene. Den danske konge måtte afstå Norge til Sverige og modtog til gengæld Svensk Forpommern, der kort tid efter blev bortbyttet mod Lauenborg.

### Historisk baggrund
Helstaten var ikke blevet til af intet. Lige siden tidligste middelalder havde der været statsretslige og økonomiske forbindelser mellem det danske kongerige og hertugdømmerne. Sønderjylland havde oprindeligt været en del af det danske kongerige, men dets tilknytning hertil var blevet svækket ved en kompliceret arvedelingspolitik, hvis virkninger blev forstærkede ved en indvandring af fremmed, fortrinsvis holstensk, kapitalstærk adel, som opnåede særrettigheder på bekostning af statens nationale helhedsinteresser og som førte til opkomsten af en partikularistisk (reelt danskfjendsk) overklasse, der kvitterede for sine fordele ikke ved at støtte den danske stat, men tværtimod ved at undergrave den statslige helhed ved stadigt nye krav om særrettigheder. Holsten var oprindelig blevet knyttet til det danske kongerige ved en imperialistisk korstogspolitik i tidligste middelalder, der havde gjort danske konger til formelle overhoveder som holstenske hertuger. Skiftende danske konger havde formået at udvikle denne formelle forbindelse til en økonomisk vel fungerende sammenknytning mellem kongeriget og hertugdømmet dels i form af studehandel og kornudførsel sydpå, dels i form af handel med forædlede varer nordpå. Denne fremgangsrige økonomiske forbindelse var imidlertid udviklet under vedvarende hensyntagen til hertugdømmernes politiske og økonomiske overklasse, det slesvig-holstenske ridderskab, der nok tålte de skiftende danske kongers formelle overherredømme, men som ikke var til sinds at give afkald på sine særrettigheder. Endelig havde Lauenborg i tidligste middelalder måttet anerkende de danske konge som sit formelle statsoverhoved, og det var egentlig denne tilstand, som blev genskabt, da hertugdømmet blev tilbyttet til gengæld for det tidligere Svensk Forpommern.

### Dynastiske og økonomiske trusler
Over for de forhold, som virkede til gunst for forbindelsen mellem helstatens ulige dele stod imidlertid forhold, som kunne svække den (og som i sidste ende bragte den til sit sammenbrud).
Det ene forhold var tidens voksende nationalisme. Tiden prægedes af det stadigt mere betydende borgerskab, der som et led i sin selvforståelse udviklede en stadigt mere national tankegang. For de nordlige dele af Sønderjylland, hvor sproget var dansk, var det naturligt, at denne gik i retning af danskhed og tilknytning til det danske kongerige, men længere sydpå, hvor sproget var tysk, gik denne snarere i retning af en særslesvig-holstensk selvforståelse i tilknytning til den fremvoksende tyske nationalfølelse. I langt tid var tilknytning til en stortysk stat ganske fremmed og ej heller ridderskabets partikularistiske klasseinteresser virkede til støtte for en sådan.
Det andet forhold var den store økonomiske indflydelse, som Hamborg udøvede på hertugdømmernes økonomi. Denne indflydelse føltes her langt stærkere end indflydelsen fra den fjerne og i lange tider stagnerende, danske hovedstad. Ganske vist begyndte København fra omkring midten af århundredet at genvinde økonomisk styrke, men for hertugdømmernes vedkommende gik de økonomiske forbindelser i overvældende grad sydover.
Der lå således politiske og økonomiske spændinger indbyggede i Helstaten, og i det lange løb skulle de blive udslagsgivende for dens overlevelse. Da Helstaten endelig brød sammen, skete det i overensstemmelse med den altovervejende del af befolkningens samtykke. Politisk set var spørgsmålet ikke, om helstaten skulle sprænges, men derimod på hvilken måde og med hvilke grænser, denne deling skulle ske.

## Befolkningsforholdene
Helstatens befolkning talte ved begyndelsen af århundredet 1.559.763 indbyggere, men voksede hastigt og nåede i 1855 2.468.648 indbyggere. Af disse boede 61% i kongeriget, 16% i Hertugdømmet Slesvig, 21% i Hertugdømmet Holsten og 2% i Hertugdømmet Lauenborg.
Befolkningen boede overvejende i landdistrikter, til trods for en voksende købstadsbefolkning. Endnu i 1855 boede i købstæderne blot lige over en femtedel af Kongerigets og Holstens indbyggere, men mindre end en femtedel af Sønderjyllands og Lauenborgs indbyggere.
| Indbyggertal 1855      | Købstæder | Landdistrikter og flækker | I alt     |
| Kongeriget Danmark     | 328.611   | 1.171.239                 | 1.499.850 |
| Hertugdømmet Slesvig   | 70.711    | 325.084                   | 395.795   |
| Hertugdømmet Holsten   | 106.895   | 416.633                   | 523.528   |
| Hertugdømmet Lauenborg | 8.172     | 41.303                    | 49.475    |
| I alt                  | 514.389   | 1.954.259                 | 2.468.648 |

### Stadsbefolkningerne
Blandt byerne var hovedstaden naturligt nok langt den største. København talte i 1855 143.591 indbyggere. I kongeriget fandtes af større byer kun Odense med 12.932 indbyggere, mens Aalborg havde 9.102 og Helsingør 9.097 indbyggere, Aarhus 8.891 og Randers 8.844 indbyggere, Horsens 7.250 indbyggere, Fredericia 5.579, Svendborg 5.239 og Rønne 5.239 indbyggere i 1855. 4 købstæder havde 4-5.000 indbyggere, 6 havde 3-4.000 indbyggere, 10 havde 2-3.000 indbyggere, 31 havde 1-2.000 indbyggere og 7 havde under 1.000 indbyggere. I Sønderjylland havde i 1855 Flensborg 18.872 og Slesvig 12.411 indbyggere, Haderslev 7.477 indbyggere, Husum ved Vadehavet 5.079 indbyggere, Aabenraa 4.920 indbyggere. 3 købstæder havde 3-4.000 indbyggere, 3 havde 2-3.000 indbyggere, 2 havde over 1.000 indbyggere. I Holsten talte Altona 40.020 indbyggere, men denne by havde præg af forstad til Fristaden Hamborg. Kiel havde 16.274 indbyggere, Rendsborg 11.782 indbyggere, Itzehoe 6.691 og Lykstad ved Elben 6.145 indbyggere, Segeberg 4.377 indbyggere, 3 byer havde 3-4.000 indbyggere, 4 havde 2-3.000 indbyggere og 1 (Krempe) 1-2.000 indbyggere. I Lauenborg talte Ratzeburg og Mölln begge over 3.000 indbyggere, staden Lauenborg blot lige over 1.000 indbyggere. Over for en håndfuld større byer stod således et stort antal af mindre, ofte meget små, købstæder, altovervejende beliggende i de kongerigske dele.
Traditionelt lå bortset fra hovedstaden København mange af helstatens største byer i hertugdømmerne. Helstatens 20 største byer var til forskellige tidspunkter følgende (folketællingerne i Danmark og hertugdømmerne foregår ofte let forskudt):
| 1801/1803  | 1801/1803        | 1834/1835  | 1834/1835        | 1860        | 1860             |
| By         | Antal Indbyggere | By         | Antal Indbyggere | By          | Antal Indbyggere |
| København  | 100975           | København  | 119292           | København   | 155143           |
| Altona     | 23084            | Altona     | 26394            | Altona      | 45524            |
| Flensborg  | 13109            | Flensborg  | 12138            | Flensborg   | 19682            |
| Slesvig    | 7823             | Kiel       | 11622            | Kiel        | 17541            |
| Rendsborg  | 7573             | Slesvig    | 11040            | Odense      | 14255            |
| Kiel       | 7075             | Rendsborg  | 9947             | Slesvig     | 12197            |
| Odense     | 5782             | Odense     | 8709             | Aarhus      | 11009            |
| Aalborg    | 5579             | Helsingør  | 7122             | Rendsborg   | 10702            |
| Helsingør  | 5282             | Aalborg    | 7048             | Aalborg     | 10069            |
| Lykstad    | 5178             | Aarhus     | 6765             | Randers     | 9725             |
| Randers    | 4562             | Randers    | 6407             | Horsens     | 8980             |
| Aarhus     | 4102             | Lykstad    | 5988             | Helsingør   | 8442             |
| Husum      | 3658             | Haderslev  | 5745             | Haderslev   | 8012             |
| Fredericia | 3474             | Itzehoe    | 5195             | Itzehoe     | 7366             |
| Preetz¹    | 3060             | Heide¹     | 5135             | Neumünster¹ | 6830             |
| Egernførde | 2921             | Horsens    | 4846             | Heide¹      | 6452             |
| Åbenrå     | 2834             | Preetz¹    | 4581             | Fredericia  | 6261             |
| Sønderborg | 2761             | Wedel¹²    | 4428             | Wandsbek¹   | 6001             |
| Haderslev  | 2685             | Fredericia | 4141             | Lykstad     | 5752             |
| Tønder     | 2579             | Egernførde | 3908             | Svendborg   | 5537             |

Bemærkninger:
¹ = dengang "flække"
² = Wedel blev dengang talt sammen med Blankenese og Mühlenberg i folketællingen (i dag del af Hamborg).
Indenfor alle 3 år ligger flertallet af de 20 største byer i hertugdømmerne (hhv. 13, 12 og 11), blandt de største 5 er hele 4 fra hertugdømmerne. Kun i 1860 når Odense at være større end Slesvig. Dog er København med stor afstand den største by. Inkluderer man Norge i 1801/1803 må desuden nævnes Bergen med 18.081 indbyggere, Christiania med 8.931, Throndhjem med 8.832, Kongsberg med 6.810, Drammen med 5,412, Christianssand med 4.816 og Frederikshald med 3.842.

### Landbefolkningen
Helstatens landbefolkning var ikke jævnt fordelt over landet. Den tætteste landbefolkning fandt man i Helstatens to yderområder: i Sokkelund herred omkring København og omkring Hamborg. Forholdsvis tæt befolkning havde desuden den holstenske kyst langs nordsiden af Elben samt ved Kiel, desuden på Ærø, det nordlige Taasinge (nærmere bestemt skipperbyen Troense) og Thurø i det sydfynske øhav. Den tyndeste befolkning fandt man i de nordvestjyske hedeegne samt i de centrale strøg ned gennem Sønderjylland og mellem Rendsborg og Segeberg i Holsten.

### Befolkningsudviklingen
Helstatens indbyggere trivedes, og befolkningen voksede. Udtryk i talstørrelser så befolkningsudviklingen i hovedtræk således ud:
| Område                 | 1801     | 1834      | 1840      | 1845      | 1855      |
| ---------------------- | -------- | --------- | --------- | --------- | --------- |
| Kongeriget Danmark     | 925.680  | 1.223.797 | 1.283.027 | 1.350.327 | 1.499.850 |
| Hertugdømmet Slesvig   | 276.339¹ | 337.378³  | 348.526   | 362.900   | 395.795   |
| Hertugdømmet Holsten   | 325.748¹ | 435.596³  | 455.093   | 476.364   | 523.528   |
| Hertugdømmet Lauenborg | 31.996²  | -         | 45.342    | 46.486    | 49.475    |

Noter: ¹1803, ²1810, ³1835

### Næringsforholdene
Befolkningen voksede med omkring 50% i det halve århundrede fra Napoleonskrigene til 1855. En sådan befolkningsvækst kunne det gamle landbosamfund ikke klare, og en stigende andel af befolkningen fandt da også vej til andre næringsveje. Ifølge opgørelse fra 1845 og 1855 så fordelingen efter næringsveje i hovedtræk således ud (i promille):
| -                             | Kongeriget | Danmark | Hertugdømmet | Sønderjylland | Hertugdømmet | Holsten | Hertugdømmet | Lauenborg | Hele   | monarkiet |
| ----------------------------- | ---------- | ------- | ------------ | ------------- | ------------ | ------- | ------------ | --------- | ------ | --------- |
| År                            | 1845       | 1855    | 1845         | 1855          | 1845         | 1855    | 1845         | 1855      | 1845   | 1855      |
| Gejstlige og lærere           | 19,95      | 17,54   | 18,17        | 16,38         | 16,39        | 15,35   | 19,28        | 18,15     | 18,86  | 16,90     |
| Civile embedsmænd             | 23,02      | 22,68   | 19,04        | 20,14         | 20,03        | 26,35   | 28,20        | 45,75     | 21,83  | 23,32     |
| Militærstanden                | 14,38      | 12,58   | 2,89         | 6,99          | 7,30         | 9,85    | 1,83         | 8,23      | 10,75  | 11,01     |
| Privatiserende videnskabsmænd | 4,05       | 4,87    | 4,01         | 5,01          | 9,36         | 9,84    | 7,72         | 6,69      | 5,38   | 5,99      |
| Pensionister og kapitalister  | 38,40      | 38,98   | 42,35        | 44,85         | 37,31        | 39,39   | 50,49        | 40,67     | 39,06  | 39,96     |
| De, som leve af jordbrug      | 455,15     | 442,66  | 435,46       | 353,93        | 258,66       | 249,39  | 307,53       | 301,49    | 392,25 | 384,68    |
| De, som leve af søen          | 27,28      | 26,83   | 40,73        | 35,21         | 22,44        | 24,24   | 19,68        | 19,89     | 28,27  | 28,48     |
| De, som leve af forædling     | 204,25     | 211,01  | 210,42       | 218,84        | 258,61       | 265,69  | 229,15       | 220,53    | 217,41 | 224,05    |
| De, som leve af Handel        | 36,51      | 42,20   | 48,35        | 53,31         | 55,40        | 60,51   | 26,24        | 31,76     | 42,32  | 47,66     |
| Daglejere og arbejdsmænd      | 137,27     | 150,60  | 208,37       | 213,07        | 271,46       | 270,28  | 288,76       | 295,08    | 180,67 | 188,90    |
| Ubestemt næringsvej           | 9,78       | 8,49    | 6,38         | 9,21          | 3,72         | 5,14    | 6,83         | 1,62      | 7,81   | 7,76      |
| Almissenydende                | 28,04      | 20,49   | 52,88        | 23,03         | 37,47        | 22,51   | 13,98        | 6,73      | 33,78  | 21,05     |
| Arrestanter og fanger         | 1,82       | 1,38    | 0,40         | 0,58          | 1,92         | 1,46    | 0,26         | 0,46      | 1,58   | 1,24      |

Overalt var landbruget i tilbagegang og "de, som lever af Producters Forædling" (håndværk og industri) i fremgang. Påfaldende er også de næringsmæssige forskelle mellem de ulige landsdele: i kongeriget spillede landbruget endnu den største rolle, i Holsten gik håndværk og industri forbi landbruget i betydning.

## Økonomiske forhold
I økonomisk og næringsmæssig henseende var helstaten kendetegnet ved en tæt sammenhæng med de stedlige vilkår. Således blev rigets tidlige industri i udpræget grad knyttet til tilstedeværelsen af råstoffer og/eller kraftkilder; skønt dampkraften var i vækst, var vandkraften langt op i århundredet en vigtig, ofte udslagsgivende, kraftkilde. For skibsfarten spillede gode besejlingsforhold (gode, dybe, isfrie havne) en stor rolle. I takt med århundredets fremskriden fik også kanalanlæg, vejanlæg og jernbanedrift en voksende betydning. Som forholdene var, var hertugdømmerne langt mere prægede af fabriksdrift, handel og samfærdsel end de kongerigske dele.

### Industri
Industrien var mere udviklet i hertugdømmerne end i kongeriget og udgjorde en alvorlig begrænsning for udviklingen af en dansk industri. I henhold til en opgørelse over industriproduktionens omfang så fordelingen mellem kongerige og hertugdømmer i 1831-1832 således ud:
| Industrigruppe      | Kongeriget     | Hertugdømmerne  |
| ------------------- | -------------- | --------------- |
| Klædefabrikker      | 200.721 alen   | 215.281 alen    |
| Garverier           | 198.394 stk.   | 88.068 stk.     |
| Tobaksfabrikker     | 2.030.000 pd.  | 2.294.123 pd.   |
| Sæbesyderier        | 2.504.480 pd.  | 2.197.348 pd.   |
| Sukkerraffinaderier | 6.160.663 pd.  | 3.675.930 pd.   |
| Teglbrænderier      | 9.800.888 stk. | 36.878.230 stk. |
| Papirfabrikker      | 81.698 ris     | 39.480 ris      |
| Jernstøberier       | 1.353.600 pd.  | 684.000 pd.     |

Styrkeforholdet mellem den veludviklede industri i hertugdømmerne og den svagere industri i kongeriget afspejlede sig til dels i den førte toldpolitik, idet man blandt andet på klædeområdet opretholdt importtold for kongerigets vedkommende men ikke for hertugdømmernes. Meningen var at beskytte den kongerigske produktion – blandt andet imod en konkurrence fra hertugdømmernes industri – men den betydelige tekstilindustri i Neumünster slap fra 1826 med at betale 8% i told, når den eksporterede til kongeriget. Følgen var, at fabrikkerne på få år fordoblede deres eksport til kongeriget, som i 1830 var vokset til at udgøre knapt ⅔ af det samlede salg.
For oliemøllernes vedkommende opgjordes antallet, der var i drift i 1831 til:
- i kongeriget: 22
- i Slesvig: 18
- i Holsten: 20
- i Lauenborg: 2

det vil sige i alt 56 møller, hvoraf godt ⅔ i Hertugdømmerne og næsten lige fordelt på Slesvig og Holsten.
For teglværkernes vedkommende spillede Hertugdømmerne også en helt dominerende rolle. Det skyldtes ikke mindst to forhold: del at de kongerigske teglværker ikke kunne opfylde behovet, hvorfor indførsel fra Hertugdømmerne var tiltrængt, dels den omfattende teglværksproduktion ved Flensborg Fjord, der lå velegnet for eksport til kongeriget; derimod lå den holstenske teglindustri mindre velegnet for eksport. Skønsmæssigt eksporteredes alene 1847 25 mio. tagsten fra Slesvig til Kongeriget.

### Handel og skibsfart
Også i handelsmæssig henseende spillede købstæderne i hertugdømmerne en større rolle end de kongerigske købstæder. Den tætteste og største handelsskibsflåde fandtes ved Elben, en mellemstilling indtog handelsflåden ved hertugdømmernes vest- og nordøstlige kyster samt på de danske øer i Det Sydfynske Øhav, hvorimod handelsflåden i kongerigets øvrige dele (med undtagelse af København) var fåtallig og kun bestod af mindre skibe. Dette afspejlede sig tillige i skibsbyggeriets fordeling.
Ikke mindst sønderjyske byer som Flensborg (med i 1854 144 hjemmehørende skibe), Rendsborg (161 skibe) og Åbenrå (87 skibe) var betydelige skibsfartsbyer, Sønderborg (89 skibe), Ærøskøbing og Marstal (331 skibe) var blandt de mest betydende skibsfartsbyer. I kongeriget var det Fåborg (70 skibe) og Svendborg (194 skibe) med de omgivende øer (ikke mindst Troense på Tåsinge), der udgjorde et skibsfartsmæssigt tyngdepunkt, desuden Aalborg (78 skibe) og Fanø (128 skibe). Talmæssigt mindre, men ikke mindre imponerende var, at fx antallet af hjemmehørende skibe i Bandholm på Lolland voksede fra 20 i 1833 til 42 i 1854, eller at Lemvig uden et eneste hjemmehørende skib i 1833 i 1843 havde 9 og i 1854 11 hjemmehørende skibe. Til gengæld mistede Dragør sin tidligere betydning. I Holsten havde Blankenese (215 skibe), Lykstad (126 skibe) og Altona (101 skibe) de største handelsflåder. Talmæssigt mindre, men tonnagemæssigt større rolle spillede steder som Elmshorn og Kiel.
Efter et tilbageslag i 1820-erne oplevede helstaten en opblomstring i skibsfarten, der varede ved. I hovedtal så handelsflådens vækst på hovedområder således ud:
| Antal skibe | Kongeriget | København | Provinserne | Htd. Sønderjylland | Htd. Holsten | Helstaten i alt |
| ----------- | ---------- | --------- | ----------- | ------------------ | ------------ | --------------- |
| 1833        | 1.620      | 271       | 1.349       | 890                | 1.180        | 3.690           |
| 1843        | 1.691      | 279       | 1.412       | 1.009              | 1.403        | 4.105           |
| 1854        | 2.428      | 319       | 2.109       | 1.476              | 1.275        | 5.179           |

Det vil sige, at opgjort efter antal skibe voksede handelsflåden i løbet af 20 år med 40%. Særlig stor var væksten i de kongerigske provinser og i hertugdømmet Sønderjylland. Samtidig voksede skibenes gennemsnitlige størrelse fra 16,88 til 18,91 kommercelæster.

### Jernbaneanlæg
Kendetegnende for udviklingen var det, at de første jernbanestrækninger i Helstaten oprettedes mellem Altona (= Hamborg) og Kiel i 1844 med sidebane til Lykstad og Rendsborg 1845, mens den første jernbanestrækning i de kongerigske landsdele var mellem København og Roskilde 1847. 1854 anlagdes en jernbane fra Flensborg til Tønning og med forbindelse til Rendsborg, hvorved tilknytningen til det holstenske banenet blev sikret, og frem til 1864 forlængedes banenettet nordpå til Vojens.

### Konkurrencen fra Hamborg
Netop disse skævheder i landets økonomisk-erhvervsmæssige forhold medvirkede til splittelsen i Helstaten: Fristaden Hamborg var befolkningsstørrelsesmæssigt lidt større end København, byens handelsliv var langt mere blomstrende end hovedstadens og udøvede en voldsom indflydelse på erhvervsudviklingen i hele Holsten og Lauenborg, det meste af Slesvig og endda langt op i Nørrejylland. København befandt sig derimod i landets østlige udkant og stod i stampe langt op i 1800-tallet. Først krisen i 1857 skulle ændre dette forhold, idet adskillige hamborgske handelshuse da gik fallit, kreditten – som var en hjørnesten i fristadens økonomi – gik tabt, og de mange provinskøbmænd (i kongeriget) begyndte for alvor at vende deres virksomhed mod den danske hovedstad. Men da det skete, var de politiske konjunkturer for Helstatens fortsættelse i bund.

## Statsstyrelse

### Indtil 1850
Helstatens regeringsform var den enevældige konge støttet af kancellierne:
1. Danske Kancelli,
2. Slesvig-Holsten-Lauenborgske Kancelli (Tyske Kancelli),
3. Direktionen for Universitetet og de lærde Skoler,
4. Finansdeputationen,
5. Direktionen for Statsgælden og den synkende Fond (den udenlandske statsgæld),
6. Rentekammeret,
7. Generaltoldkammer- og Kommercekollegiet,
8. Den almindelige Postkassedirektion,
9. Departementet for de udenlandske Affærer,
10. General-Kommissariats-Kollegiet,
11. Admiralitets- og Kommissariatskollegiet.

### Efter 1850
Efter treårskrigen 1848-1850 blev forvaltningen af hertugdømmerne ændret: til afløsning for Tyske Kancelli oprettedes to ministerier, Ministeriet for Hertugdømmet Slesvig og Ministeriet for Hertugdømmerne Holsten og Lauenborg, der skulle forvalte de to områders anliggender hver for sig, mens fællesanliggender fremover henlagdes under Ministeriet for Monarkiets fælles indre Anliggender. Formålet med denne omordning var først og fremmest at kunne knytte det overvejende dansktalende og befolkede hertugdømme Slesvig nærmere til kongeriget, mens de tysktalende og tysk befolkede hertugdømmer Holsten og Lauenborg, som havde tilknytning til det tyske forbund, skulle forvaltes for sig under hensyn til deres særlige stilling. Ordningen blev indført som et led i fællesforfatningen af 2. oktober 1855, men denne blev ikke godtaget i de tyske hertugdømmer, og 1858 blev fællesforfatningen ophævet af det tyske forbund, hvorefter regeringen indførte Novemberforfatningen af 18. november 1863 fælles for kongeriget og Slesvig, hvilket kort efter udløste 2. slesvigske krig.

## Politisk udvikling
Den nye statsdannelse indebar dels, at det danske riges nordiske nationalitet talmæssigt yderligere svækkedes i forhold til den tyske, dels at statens position indenfor det europæiske statssystem blev meget stærkt forringet. Begge disse omstændigheder skulle blive skæbnesvangre, da nationalitetsmodsætningen efter 1830 vandt øget styrke, og monarkiets tyskhed fik åben støtte af det tyske folk og de tyske stater. De første år efter 1814 var dog endnu rolige under indflydelse af den almindelige europæiske reaktion og af troskabsfølelsen overfor den da aldrende konge. Men under den rolige overflade lurede de nationale modsætninger.
I politisk henseende brydes på slesvig-holstensk grund to hovedretninger: Den ene var præget af borgerstandens krav om, i overensstemmelse med den franske revolutions ideer, at erobre den gamle stat, sådan som den var, at sætte et folke- eller folkerepræsentant-herredømme i stedet for det uindskrænkede embedsmandsherredømme (enevælde) i spidsen for den humanistiske statsdannelse; den samme statslige almagt blot i hænderne på det triumferende befolkningslag, den tredje stand: besiddelsens og dannelsens. Det var denne retning, der sejrede hos de fra Uwe Jens Lornsen udgåede borgerligt liberale slesvig-holstenske partier, og som trængte igennem også i Danmark. Over for denne retning stod en anden, der falder sammen med, hvad ridderskabet under Fritz Reventlows og Friedrich Christoph Dahlmanns ledelse kæmpede for. Denne retning er den romantiske, atter at indrømme stænderne den stilling i og ved siden af staten, delvis i stedet for staten, der var brudt sammen med middelalderens undergang, fordi det ydre udtryk for stænderne for længst ikke mere var den naturlige genspejling af den levende folkelige leddeling, fordi formen var blevet hul, altså usund og moden til undergang.
Datidens nationalitetsudvikling, manifesteringen af stænderne med dets krav om deltagelse i statsstyret, måtte sprænge den humanistisk-absolutistiske danske helstat. Denne helstat, i hvilken to folk gennem hundrede år havde fundet en lykke, som man i betragtning af begges opsving i dannelse og velstand i det 18. århundrede visselig ikke kan kalde en indbildt, og den danske nationalitet, hvis åndsliv just havde gennemgået sin ungdom, som jævnbyrdig med den tyske. Blandt Slesvig-Holstenismens mænd var de mest bemærkelsesværdige Dahlmann og Lornsen, der ved sin dristige udfordring af den bestående helstat ubevidst frigjorde vejen for den nationale stænderstat samt hertug Christian August, der besad en blanding af politisk klogskab og dynastisk stejlhed, og som ved kongefamiliens afvisende holdning og direkte krænkelser overfor hans fader og ham mod sit ønske og sin tilbøjelighed blev drevet fra helstaten over i Slesvig-Holstenismen.
På dansk side bider særligt Christian 8. sig fast som hovedpersonen. Som kernen i denne konges politiske tankegang sættes genoptagelsen af Frederik 6.s helstatstanke fra dennes første kongeår: en ensartet og en dansk helstat, med centrum i rigshovedstaden. Gennem Slesvig, der så vidt muligt skulle genvindes for danskheden, men ikke politisk og administrativt indlemmes i kongeriget, skulle Holsten bindes til denne danske helstat. Som i sin tid Caspar von Saldern gennem magtstaten og humanismen havde søgt at fremme den tyske, således søgte han at fremme den danske nationalitet. Kongens ulykke var, at han ikke formåede at frigøre sig for sit gemyt og tage klare og utvetydige standpunkter. Som forvaltningsmand ligeså betydende som resultatrig manglede denne åndrige, skønne og vindende konge alle stærke og derfor skabende anlæg. Ved vurderingen af Christian 8. må det dog ikke glemmes, at der sjældent har levet nogen statsmand, der i den grad som han har haft tidsånden og dens vigtigste kræfter imod sig og har lidt under sine mindre begavede forgængeres politiske fejltrin. I den tragedie, der hedder den danske helstats opløsning, er det Christian 8. (og ikke til eksempel Monrad — hvis tragedie mere angik ham selv end den danske stat), der er den tragiske hovedfigur.
Den kreds af tysk-holstenske embedsmænd, der havde omgivet Kronprins Frederik i de første år efter Bernstorffs død, havde i tiden indtil 1813 været statsmænd af et vist format. Deres efterfølgere efter 1814 var fagembedsmænd uden storhed, og de deputerede i kollegierne også for hertugdømmerne var for en stor del danske. Mænd som A.S. Ørsted og Poul Christian von Stemann hørte ikke til de ringere begavelser i datidens Danmark — men indeholder dog en del sandhed, Frederik 6.s statsråd modtog for lidt blodfornyelse og endte med at blive en forsamling, der havde overlevet sig selv. Christian 8.s nyudnævnelser af Reventlow-Criminil'erne i 1842 kom for sent og føltes af den danske nationalbevidsthed som en krænkelse, — den samtidige indtrædelse af den 64-årige Ørsted i statsrådet kunde ikke tilføre det en virksom dansk modvægt. Statsudviklingen kom for meget til at savne kontinuitet.Da Danmark ved forfatningsskiftet i 1848 fik sit første moderne ministerium, indtrådte kun een af den gamle styrelses kreds, den ældede og ret betydningsløse Grev A.W. Moltke i det, resten var politisk og for størstedelen også administrativt næsten ganske uprøvede mænd.
Nationalt og selskabeligt isoleredes efterhånden, som den dansk-tyske modsætning skærpedes, de holstenske medlemmer af centralstyrelsen i København mere og mere: »i København anses enhver holstener for et gøgeæg«, hed det allerede i 1834. En særstilling indtog de holstenere — som H.A. Reventlow-Criminil (udenrigsminister 1842—46) og diplomaterne af slægterne Blome, Plessen, Løwenstern m. v. — hvis eneste hjemstavn var og forblev helstaten som sådan, faste i tysk dannelse og nordisk statsretning som Bernstorff selv; de levede uforståede af deres nationalitet i iskolde højder for et højt og forslidt ideal. Til denne række kunne også føjes en skikkelse som Carl Moltke og blandt de danske, der i Frederik 6.s sidste år og Christian 8.s første arbejdede sig op på den højere embedsstige og i diplomatiet, mænd som Christian Albrecht Bluhme, W.C.E. Sponneck og G.J. Quaade.
De store reformer, der i 1830'erne og 1840'erne fandt sted i hertugdømmernes forvaltning og retspleje, hærordning og toldvæsen betød vigtige etaper i tidens stadig fremadskridende udvikling, men de formåede ikke at standse de statsopløsende kræfter, så lidt som Christian 8.s laverende politik kunde det. Heller ikke i hertugdømmernes indre forvaltnings – og retsliv lykkedes det ham fuldtud at skabe enhed og ensartethed. De vedblev, støttet til deres stærke geografiske leddelthed, at bevare karakteren af en overgang mellem to tider. Det gjaldt marsk- og en del af geestegnene og frem for alt adelsgodserne, hvor der stadig levede mange rester af den gamle selvforvaltning og selvstændige retspleje.
I opbrud var hertugdømmerne også i udpræget grad, hvad sprog- og nationalitetsforholdene angår. Tiden blev kendetegnet ved forskydninger, som både det plattyske, jyske og frisiske sprog var genstand for under indflydelse af det højtyske kirke-, skole- og retssprog. Til at trænge jysk tilbage bidrog også den kendsgerning, at store dele af Slesvig økonomisk set vendte ansigtet sydpå. Hamborg, hvis indflydelse gennem det 18. århundrede mere og mere fortrængte Englands og Hollands, var hovedafsætningsmarkedet for begge hertugdømmers landbrugsproduktion; dens kredit- og pengevæsen beherskede hele deres erhvervsliv. Hamborg var økonomisk og i flere henseender kulturelt, fx på teatrets område, Slesvig-Holstens storby og endnu i nyeste tid dets egentlige havn. Hamborg var knyttet til hertugdømmerne med uløselige bånd, selvom den trods de danske kongers gentagne angreb havde formået at bevare sin stilling som autonom rigsstad. Mod kongeriget spærrede toldgrænsen ved Kongeåen, og det danske møntsystem gjaldt ikke syd for denne. På en engelsk rejsende virkede i 1796 modsætningen mellem Slesvig og Jylland meget stærkt. I Nordslesvig var alt muntert, opvakt, oplyst, på dansk grund herskede gravens stilhed. Den danske rigshovedstad lå for langt borte til blot i nogen grad at kunne kappes med Hamborg i økonomisk og åndelig indflydelse. Kun i Nordslesvig og i Midtslesvigs mere isolerede landegne, hvor Hamborgs indflydelse mærkedes mindst, bevaredes det jyske folkesprog; i Sydangel fortrængte i århundredets første halvdel plattysk det gamle angelbojysk, dels på grund af det tyske kirke- og skolesprog, men dels også af praktisk-erhvervsmæssige årsager, ved bevidst arbejde fra forældres og læreres side, og også på Als var tyskheden stærk. Når Flensborg indtog en særstilling blandt de større byer ved trods overvejende plattyske talesprog at bevare dansk sindelag hos befolkningens flertal, hang det sammen med, at byen havde sin hovedhandel på Norge og Danmark og dets kolonier.
Resultatet af det nationale vækkelsesarbejde, der i 1830'erne begyndtes af Christian Flor og hans sønderjydske hjælpere, var, at folkelivets danskhed for de nordslesvigske bønder selv blev (i overensstemmelse med Flors af Oehlenschlägers og Grundtvigs nordiske romantik prægede tankegang) det egentlige kampmål – i modsætning til kongerigets og hertugdømmernes nationalliberale partier og til de danske bondevenner trådte de politiske krav i baggrunden.
Slesvigs nationale delthed blev i Christian 8.s tid mere og mere åbenbar. Den mest nærliggende løsning — landets administrative eller statslige deling — vandt dog ingen genklang i videre kredse, hverken i Danmark eller hertugdømmerne. Ejderdanisme stilledes stejlt op mod Slesvig-Holstenisme. Hvad hertugdømmernes selvstændighed angår, måtte Slesvigs gottorpske dele i 1658 ophævede lensbånd til kongeriget atter træde i kraft, når kongehusets mandslinje uddøde, og unionen af 1533 med dens bestemmelser om et vist fællesskab med Danmark i ydre politik og krigsvæsen hørte stadig med til begge hertugdømmers statsret. Ganske vist synes de i arveretslig henseende begge at have indtaget en fra kongeriget forskellig stilling, men i praksis var den tilknytning, som den gamle stænderforfatning havde skabt mellem Slesvig og Holsten, ganske skudt til side. Det i 1830'erne rejste krav om en forening af de nyskabte stænder for hvert hertugdømme fandt heller ingen støtte i privilegierne, der lain kendte adskilte landdage, og det samme gælder ridderskabets krav om at være bærer af den gamle landstænderske forfatning. Derimod dannede hertugdømmerne i forvaltning og retspleje og — når undtages Nordslesvig — i embeds-, kirke- og retssprogene en fastsluttet enhed i modsætning til kongeriget, og toldgrænsen ved kongeriget satte stadig et økonomisk skel. Det var på dette selvstændige og tyske indenstatslige liv i hertugdømmerne, at hævdelsen af de gamle landsrettigheders beståen i sidste instans byggede, og med støtte heri og i de augustenborgske arvekrav, der så åbenlyst krænkedes ved Christian 8.s åbne brev af 1846, formåede Slesvig-Holstenismen at vinde det nationale Tyskland og dets stater og også til en vis grad de fremmede magter for sig. Februarrevolutionen og Eiderdanismens politiske sejr i Danmark fremkaldte det åbne brud, der ikke mere lod sig læge. Bismarcks magtpolitik fuldbyrdede endelig den fuldstændige adskillelse af hertugdømmerne og Danmark.
De danske nationalliberale statslederes politik overfor hertugdømmerne, Tyskland og Europa, ikke mindst i 1863—1864, var et klart fejltrin. Også her må dog, som ved dommen over Christian 8., den tunge historiske arv tages med i regnskabet, og når man bebrejder de danske statsmænd, at de afviste den mulighed for monarkiets opretholde de der lå i den af kongen ønskede personalunion mellem Danmark og begge hertugdømmerne, så undervurderes de farer, for hvilke danskheden i Slesvig let vilde blive udsat ved en sådan ordning, og som for dansk politik altid måtte veje meget tungt til. Var den fortsatte dynastiske forbindelse med Holsten et sådant offer værd? Dette spørgsmål melder sig så meget stærkere, som forbindelsen med det tyske forbundsland Holsten i sig selv kunde komme til at rumme en stor fare for Danmarks selvstændighed som stat. Holstens statslige delthed mellem Danmark og Tyskland var, som Slesvigs nationale delthed, en rest fra middelalderen, som tidens udvikling nødvendigvis måtte rydde af vejen, og den historiske udvikling – først og fremmest Slesvigs efterhånden opståede dobbeltstilling mellem Danmark og Holsten – medførte, at opgøret her kom til at rumme langt mere konfliktstof, end tilfældet blev med fx Hannover, der i 1837 i kraft af gamle arvefølgebestemmelser udtrådte af sin dynastiske forbindelse med England, og med Luxembourg, hvis forbindelse med det tyske forbund løstes fredeligt ved dettes opløsning i 1866, en ordning, der aaret efter sikredes ved storhertugdømmets
For Danmark betød nederlaget i 1864, der fuldendte det af Christian 4. begyndte, af Frederik 6. fortsatte fald, at det ville have nået den sluttede nationalstats mål i uopnået fuldkommenhed, hvis ikke det uløste nordslesvigske spørgsmål havde stået tilbage. Bortset fra dette var Danmark blevet et tidligt modent billede af det, henimod hvilket tidens nedgang efter den franske omvæltning uophørligt stræbte, at se den rene stat detroniseret, opløst i stænder. Den nye danske nationalstat havde i sin udvikling gennemgået forskellige stadier. I årene før 1864 havde nationalbevidstheden indgået et forbund med statsmagten og overført magtstatens væsen på nationale maal; heraf fremgik Ejderpolitikken og forsøget på at tvangsfordanske Mellemslesvig. Vendingen skete ved nederlaget i 1864, der banede vej for Grundtvigs sammensmeltning af danskhed og kristendom — ganske vist med fare for, at danskheden kunne komme til at spille første, kristendommen anden violin.